# Elvira Possekel
Elvira Possekel (República Federal Alemana, 11 de abril de 1953) es una atleta alemana retirada, especializada en la prueba de 4 x 100 m en la que llegó a ser subcampeona olímpica en 1976.

## Carrera deportiva
En los JJ. OO. de Montreal 1976 ganó la medalla de plata en los relevos 4 x 100 metros, con un tiempo de 42.59 segundos, llegando a meta tras Alemania del Este que con 42.55 segundos batió el récord del mundo, y por delante de la Unión Soviética (bronce), siendo sus compañeras de equipo: Inge Helten, Annegret Richter y Annegret Kroniger.